# Samarsko vrijeme
Samarsko vrijeme ili Samarska vremenska zona, kratične oznake je (SAMT/SAMST).
UTC mu je +4, ljetnji je +5.
Ljetnje mjerenje vremena počinje zadnje nedjelje u ožujku u 2 sata iza ponoći, a završava zadnje nedjelje u listopadu u 3 sata iza ponoći.
U ovoj vremenskoj zoni se od ruskih oblasti nalazi Samarska oblast te republika Udmurtija. 
Veći gradovi u ovoj zoni su Samara, Iževsk.